# Frédéric Swarts

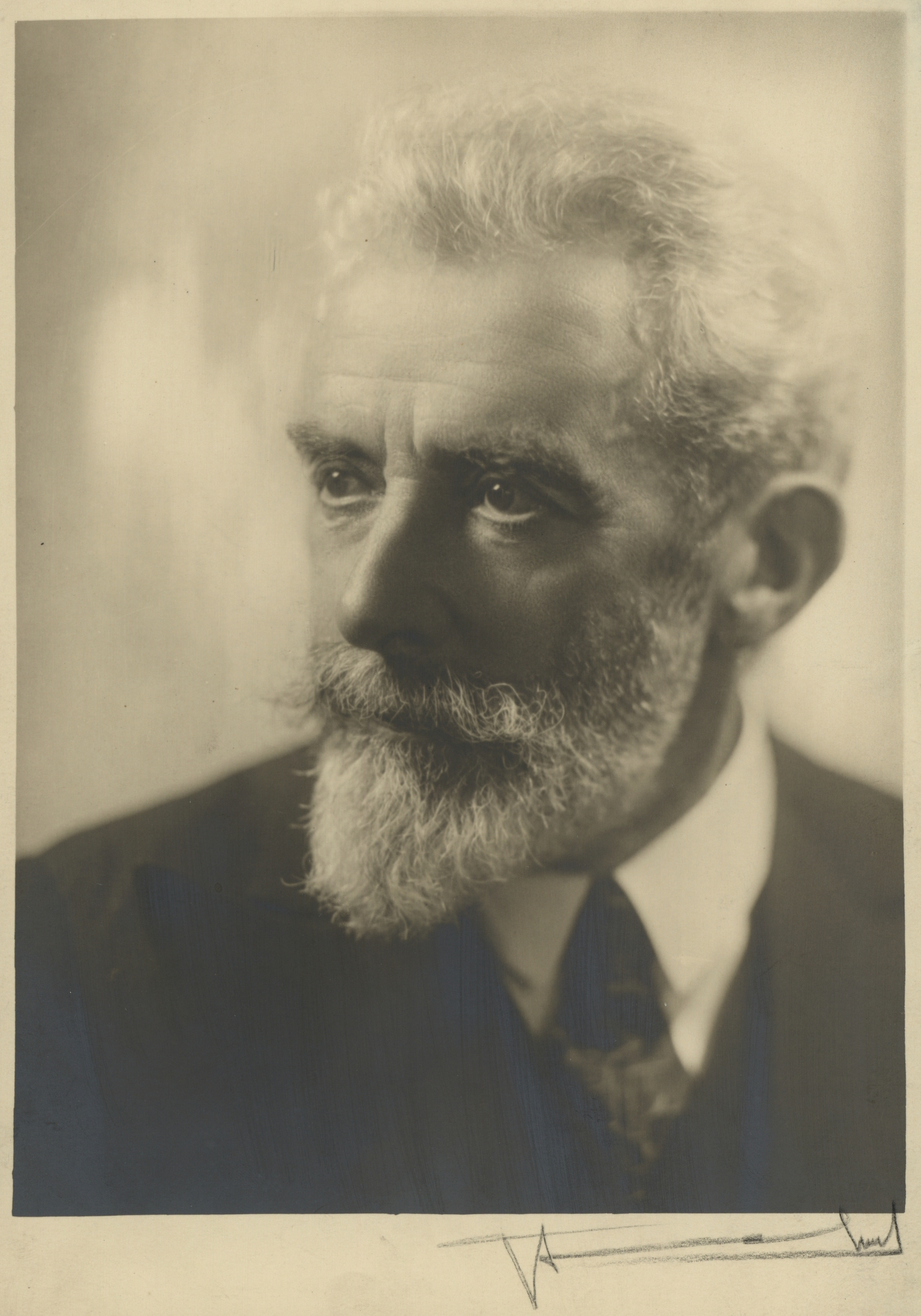
Frédéric Swarts

Frédéric Jean Edmond Swarts (* 2. September 1866 in Ixelles; † 6. September 1940 in Gent) war ein belgischer Chemiker (Organische Chemie).
Sein Vater Theodore Swarts (1839–1911) war auch Chemiker und Nachfolger von August Kekulé als Chemieprofessor in Gent. Swarts studierte ab 1885 an der Universität Gent, an der er 1889 in Chemie und 1891 in Medizin promoviert wurde. Er war Repetitor für Chemie an der Universität Gent und ab 1903 Nachfolger seines Vaters als Chemieprofessor.
Er befasste sich als einer der Ersten mit organischen Fluorverbindungen (zuerst Synthese von Trichlorfluormethan 1891) und stellte damit als Erster Fluorchlorkohlenwasserstoffe (Freone) her und auch viele organische Bromfluorverbindungen. Wegen der heftigen Reaktionen und der Toxizität von Fluor musste er sich dabei indirekter Methoden bedienen und entwickelte einen doppelten Zerlegungsprozess mit organischen Polyhaliden und anorganischen Fluoriden (besonders Antimontrifluorid und Quecksilberfluorid). Die grundlegende von ihm gefundene Reaktion wurde nach ihm Swarts-Reaktion genannt. Freone fanden 1930 als Kältemittel für Kühlschränke Verwendung (Thomas Midgley, A. L. Henne). Swarts untersuchte die physikalisch-chemischen Eigenschaften der Fluorkohlenwasserstoffe und zeigte, dass sie geringere intermolekulare Kräfte ausübten als die entsprechenden nicht-fluorierten Verbindungen.
1922 stellte er die starke organische Säure Trifluoressigsäure her.

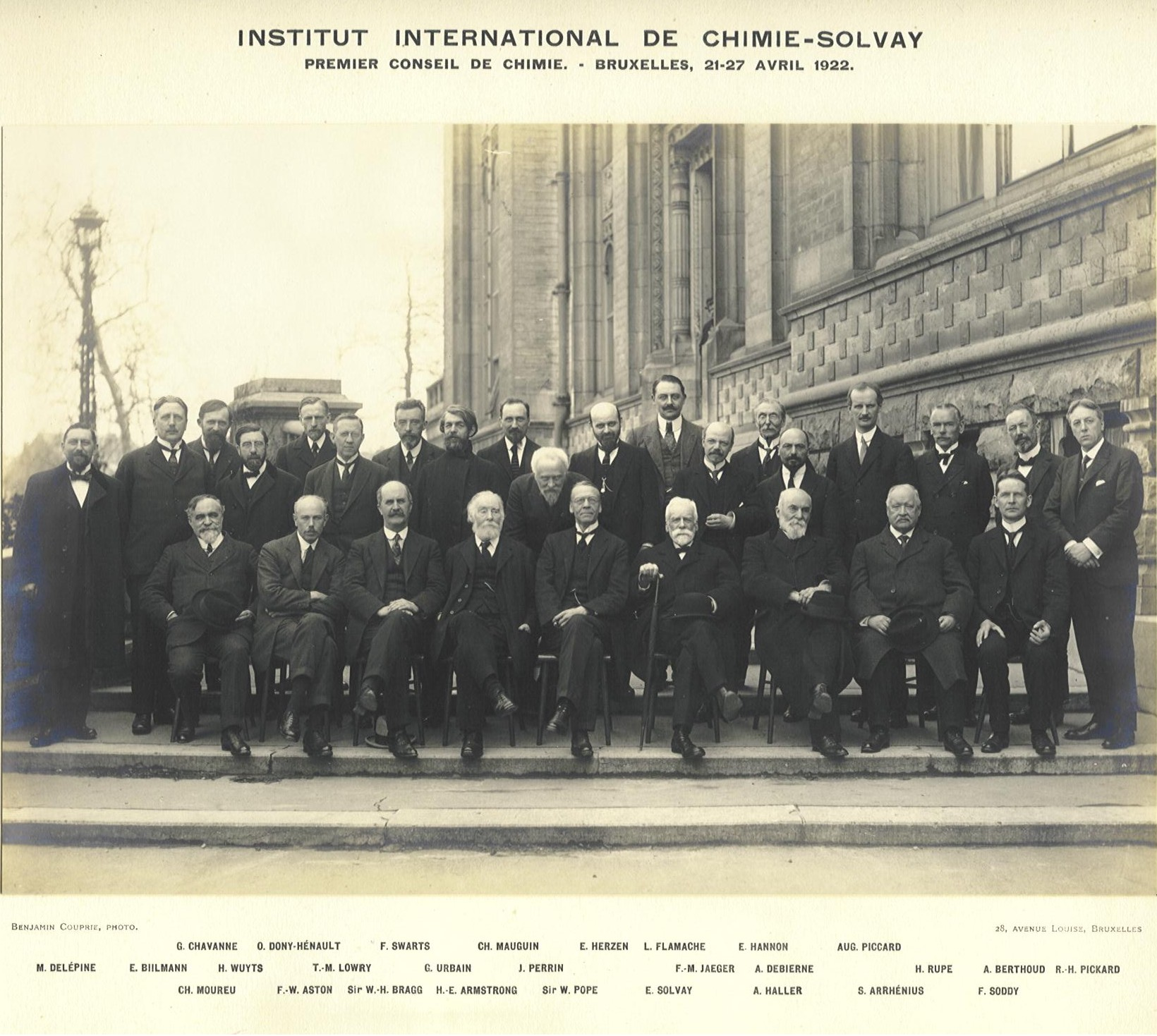
Erster Solvay-Kongress für Chemie 1922, Swarts ist in der hinteren Reihe mit der Baumspitze hinter seinem Kopf

Er war Mitglied der belgischen Akademie der Wissenschaften (Académie royale des Sciences, des Lettres et des Beaux-Arts de Belgique) und korrespondierendes Mitglied der französischen Académie des sciences. Swarts war Präsident des Institut International de Chimie Solvay und Vizepräsident der International Union of Pure and Applied Chemistry.

## Schriften (Auswahl)
- Cours de Chimie Organique. Librairie Scientifique Hermann, Paris 1908